# Franco Vázquez
Franco Damián Vázquez (Tanti, 22 februari 1989) is een Argentijns-Italiaans voetballer die doorgaans als offensieve middenvelder speelt. Hij tekende in 2023 een contract bij US Cremonese, dat hem overnam van Parma. Vázquez debuteerde in 2015 in het Italiaans voetbalelftal en in 2018 in het Argentijns voetbalelftal.

## Clubcarrière
Vázquez debuteerde in 2007 voor Belgrano, waar hij doorstroomde uit de jeugd. Hij speelde in de volgende vier seizoenen 95 competitiewedstrijden voor de club en maakte daarin vijftien doelpunten. Belgrano verkocht Vázquez in januari 2011 voor 4,53 miljoen euro aan Palermo. Hij debuteerde op 8 januari 2012 in de Serie A, thuis tegen Napoli. Palermo verhuurde hem gedurende het seizoen 2012/13 aan Rayo Vallecano. De Argentijn maakte hier drie doelpunten in achttien competitieduels in de Primera División. Vázquez keerde in 2013 terug bij Palermo, dat inmiddels gedegradeerd was naar de Serie B. Hierin werd hij in 2014 kampioen met de club, waardoor die terug naar de Serie A steeg. Hij werd in het seizoen 2014/15 voor het eerst basisspeler bij Palermo en bleef dat gedurende 2015/16.
Vázquez tekende in juli 2016 een contract tot medio 2021 bij Sevilla, de winnaar van de UEFA Europa League in de voorgaande drie jaar. Dat betaalde circa €20.000.000 voor hem aan Palermo.
Op 26 juni 2021 tekende Vásquez transfervrij een tweejarig contract bij Parma, met de optie tot verlenging.

## Interlandcarrière
Bondscoach Antonio Conte nam Vázquez op 21 maart 2015 op in de selectie van het Italiaans voetbalelftal, voor een EK-kwalificatiewedstrijd Bulgarije en een oefeninterland tegen Engeland. Hij maakte op 31 maart 2015 daadwerkelijk zijn debuut in het Italiaans elftal, tegen Engeland. Hij verving in die wedstrijd na 61 minuten speeltijd Éder Citadin Martins. Later dat jaar deed hij ook mee in een oefeninterland tegen Portugal. Vázquez koos er in 2018 niettemin voor om toch voor het Argentijns voetbalelftal uit te gaan komen. Hiervoor debuteerde hij op 8 september 2018, in een oefeninterland tegen Guatemala.

## Erelijst
| Competitie         |         |         |
| Competitie         | Aantal  | Jaren   |
| Palermo            | Palermo | Palermo |
| ------------------ | ------- | ------- |
| Serie B            | 1x      | 2013/14 |
| Sevilla            |         |         |
| UEFA Europa League | 1x      | 2019/20 |